# Neserigone basarukini
Neserigone basarukini là một loài nhện trong họ Linyphiidae.
Loài này thuộc chi Neserigone. Neserigone basarukini được Kirill Yuryevich Eskov miêu tả năm 1992.